# EPrix van Monte Carlo 2025
De ePrix van Monte Carlo 2025 werd gehouden over twee races op 3 en 4 mei 2025 op het Circuit de Monaco. Dit waren de zesde en zevende races van het Formule E-seizoen 2024-2025. Het was de eerste keer dat er tijdens dit evenement twee races werden georganiseerd.
De eerste race werd gewonnen door Nissan-coureur Oliver Rowland, die vanaf pole position zijn derde zege van het seizoen behaalde. Nyck de Vries, die voor Mahindra reed, eindigde uiteindelijk als tweede, terwijl Andretti-rijder Jake Dennis derde werd.
De tweede race werd gewonnen door Envision-coureur Sébastien Buemi, die voor het eerst sinds de ePrix van New York 2019 zegevierde. Met zijn veertiende overwinning werd hij tevens alleen recordhouder van het meeste aantal gewonnen Formule E-races. Rowland werd vanaf pole position tweede, terwijl Jaguar-rijder Nick Cassidy zijn eerste podiumfinish van het seizoen behaalde op de derde plaats.

## Race 1

### Kwalificatie

#### Groepsfase
De top vier uit iedere groep kwalificeerde zich voor de knockoutfase.
Groep A
| Pos | No | Coureur            | Team             | Tijd     |
| --- | -- | ------------------ | ---------------- | -------- |
| 1   | 23 | Oliver Rowland     | Nissan           | 1:28.713 |
| 2   | 27 | Jake Dennis        | Andretti-Porsche | 1:28.780 |
| 3   | 21 | Nyck de Vries      | Mahindra         | 1:28.848 |
| 4   | 1  | Pascal Wehrlein    | Porsche          | 1:28.874 |
| 5   | 7  | Maximilian Günther | DS               | 1:28.948 |
| 6   | 8  | Sam Bird           | McLaren-Nissan   | 1:29.073 |
| 7   | 51 | Nico Müller        | Andretti-Porsche | 1:29.167 |
| 8   | 25 | Jean-Éric Vergne   | DS               | 1:29.193 |
| 9   | 17 | Norman Nato        | Nissan           | 1:29.235 |
| 10  | 16 | Sébastien Buemi    | Envision-Jaguar  | 1:29.335 |
| 11  | 22 | Zane Maloney       | Lola-Yamaha-ABT  | 1:30.001 |

Groep B
| Pos | No | Coureur                | Team               | Tijd     |
| --- | -- | ---------------------- | ------------------ | -------- |
| 1   | 33 | Dan Ticktum            | Cupra Kiro-Porsche | 1:28.661 |
| 2   | 9  | Mitch Evans            | Jaguar             | 1:28.960 |
| 3   | 5  | Taylor Barnard         | McLaren-Nissan     | 1:29.011 |
| 4   | 4  | Robin Frijns           | Envision-Jaguar    | 1:29.036 |
| 5   | 48 | Edoardo Mortara        | Mahindra           | 1:29.040 |
| 6   | 3  | David Beckmann         | Cupra Kiro-Porsche | 1:29.119 |
| 7   | 2  | Stoffel Vandoorne      | Maserati           | 1:29.219 |
| 8   | 13 | António Félix da Costa | Porsche            | 1:29.258 |
| 9   | 11 | Lucas di Grassi        | Lola-Yamaha-ABT    | 1:29.342 |
| 10  | 37 | Nick Cassidy           | Jaguar             | 1:29.388 |
| 11  | 55 | Jake Hughes            | Maserati           | 1:29.492 |

#### Knockoutfase
De combinatie letter/cijfer staat voor de groep waarin de betreffende coureur uitkwam en de positie die hij in deze groep behaalde.
|  | Kwartfinale     | Kwartfinale    |                |           | Halve finale | Halve finale |  |  | Finale | Finale |
|  |                 |                |                |           |              |              |  |  |        |        |
|  |                 |                |                |           |              |              |  |  |        |        |
|  | A3-A2           |                |                |           |              |              |  |  |        |        |
|  |                 |                |                |           |              |              |  |  |        |        |
|  | Nyck de Vries   | 1:26.890       |                |           |              |              |  |  |        |        |
|  | Nyck de Vries   | 1:26.890       | K1-K2          |           |              |              |  |  |        |        |
|  | Jake Dennis     | 1:27.077       |                |           |              |              |  |  |        |        |
|  | Jake Dennis     | 1:27.077       | Nyck de Vries  | 1:26.844  |              |              |  |  |        |        |
|  | A4-A1           |                | Nyck de Vries  | 1:26.844  |              |              |  |  |        |        |
|  |                 | Oliver Rowland | 1:26.617       |           |              |              |  |  |        |        |
|  | Pascal Wehrlein | Oliver Rowland | 1:26.617       | 1:26.862  |              |              |  |  |        |        |
|  | Pascal Wehrlein |                | H1-H2          | 1:26.862  |              |              |  |  |        |        |
|  | Oliver Rowland  | 1:26.709       |                |           |              |              |  |  |        |        |
|  | Oliver Rowland  | 1:26.709       | Oliver Rowland | Geen tijd |              |              |  |  |        |        |
|  | B3-B2           |                | Oliver Rowland | Geen tijd |              |              |  |  |        |        |
|  |                 | Taylor Barnard | 1:30.117       |           |              |              |  |  |        |        |
|  | Taylor Barnard  | Taylor Barnard | 1:30.117       | 1:26.752  |              |              |  |  |        |        |
|  | Taylor Barnard  | K3-K4          |                | 1:26.752  |              |              |  |  |        |        |
|  | Mitch Evans     | 1:27.146       |                |           |              |              |  |  |        |        |
|  | Mitch Evans     | 1:27.146       | Taylor Barnard | 1:26.315  |              |              |  |  |        |        |
|  | B4-B1           |                | Taylor Barnard | 1:26.315  |              |              |  |  |        |        |
|  |                 | Dan Ticktum    | 1:26.423       |           |              |              |  |  |        |        |
|  | Robin Frijns    | Dan Ticktum    | 1:26.423       | 1:26.955  |              |              |  |  |        |        |
|  | Robin Frijns    |                |                | 1:26.955  |              |              |  |  |        |        |
|  | Dan Ticktum     | 1:26.784       |                |           |              |              |  |  |        |        |
|  | Dan Ticktum     | 1:26.784       |                |           |              |              |  |  |        |        |

#### Startopstelling
| Pos | No | Coureur                | Team               |
| --- | -- | ---------------------- | ------------------ |
| 1   | 5  | Taylor Barnard         | McLaren-Nissan     |
| 2   | 23 | Oliver Rowland         | Nissan             |
| 3   | 33 | Dan Ticktum            | Cupra Kiro-Porsche |
| 4   | 21 | Nyck de Vries          | Mahindra           |
| 5   | 1  | Pascal Wehrlein        | Porsche            |
| 6   | 4  | Robin Frijns           | Envision-Jaguar    |
| 7   | 27 | Jake Dennis            | Andretti-Porsche   |
| 8   | 9  | Mitch Evans            | Jaguar             |
| 9   | 48 | Edoardo Mortara        | Mahindra           |
| 10  | 7  | Maximilian Günther     | DS                 |
| 11  | 3  | David Beckmann         | Cupra Kiro-Porsche |
| 12  | 8  | Sam Bird               | McLaren-Nissan     |
| 13  | 2  | Stoffel Vandoorne      | Maserati           |
| 14  | 51 | Nico Müller            | Andretti-Porsche   |
| 15  | 13 | António Félix da Costa | Porsche            |
| 16  | 25 | Jean-Éric Vergne       | DS                 |
| 17  | 11 | Lucas di Grassi        | Lola-Yamaha-ABT    |
| 18  | 17 | Norman Nato            | Nissan             |
| 19  | 37 | Nick Cassidy           | Jaguar             |
| 20  | 16 | Sébastien Buemi        | Envision-Jaguar    |
| 21  | 55 | Jake Hughes            | Maserati           |
| 22  | 22 | Zane Maloney           | Lola-Yamaha-ABT    |

### Race
| Pos | No | Coureur                | Team               | Rondes | Tijd/Oorzaak uitval | Grid | Punten |
| --- | -- | ---------------------- | ------------------ | ------ | ------------------- | ---- | ------ |
| 1   | 23 | Oliver Rowland         | Nissan             | 30     | 52:21.444           | 2    | 25     |
| 2   | 21 | Nyck de Vries          | Mahindra           | 30     | +2.116              | 4    | 18     |
| 3   | 27 | Jake Dennis            | Andretti-Porsche   | 30     | +7.523              | 7    | 15     |
| 4   | 48 | Edoardo Mortara        | Mahindra           | 30     | +11.375             | 9    | 12     |
| 5   | 51 | Nico Müller            | Andretti-Porsche   | 30     | +11.531             | 14   | 10     |
| 6   | 1  | Pascal Wehrlein        | Porsche            | 30     | +11.887             | 5    | 9      |
| 7   | 33 | Dan Ticktum            | Cupra Kiro-Porsche | 30     | +12.731             | 3    | 6      |
| 8   | 4  | Robin Frijns           | Envision-Jaguar    | 30     | +14.848             | 6    | 4      |
| 9   | 2  | Stoffel Vandoorne      | Maserati           | 30     | +16.306             | 13   | 2      |
| 10  | 7  | Maximilian Günther     | DS                 | 30     | +16.340             | 10   | 1      |
| 11  | 8  | Sam Bird               | McLaren-Nissan     | 30     | +16.683             | 12   |        |
| 12  | 25 | Jean-Éric Vergne       | DS                 | 30     | +17.579             | 16   |        |
| 13  | 11 | Lucas di Grassi        | Lola-Yamaha-ABT    | 30     | +18.105             | 17   |        |
| 14  | 17 | Norman Nato            | Nissan             | 30     | +18.129             | 18   |        |
| 15  | 5  | Taylor Barnard         | McLaren-Nissan     | 30     | +20.913             | 1    | 3      |
| 16  | 55 | Jake Hughes            | Maserati           | 30     | +26.274             | 21   |        |
| 17  | 3  | David Beckmann         | Cupra Kiro-Porsche | 30     | +53.761             | 11   |        |
| 18  | 37 | Nick Cassidy           | Jaguar             | 30     | +57.435             | 19   |        |
| 19  | 16 | Sébastien Buemi        | Envision-Jaguar    | 30     | +1:06.542           | 20   |        |
| 20  | 9  | Mitch Evans            | Jaguar             | 30     | +1:07.087           | 8    |        |
| 21  | 22 | Zane Maloney           | Lola-Yamaha-ABT    | 30     | +1:14.218           | 22   |        |
| DNF | 13 | António Félix da Costa | Porsche            | 7      | Ongeluk             | 15   |        |

## Race 2

### Kwalificatie

#### Groepsfase
De top vier uit iedere groep kwalificeerde zich voor de knockoutfase.
Groep A
| Pos | No | Coureur                | Team               | Tijd     |
| --- | -- | ---------------------- | ------------------ | -------- |
| 1   | 21 | Nyck de Vries          | Mahindra           | 1:55.385 |
| 2   | 13 | António Félix da Costa | Porsche            | 1:56.100 |
| 3   | 23 | Oliver Rowland         | Nissan             | 1:56.529 |
| 4   | 33 | Dan Ticktum            | Cupra Kiro-Porsche | 1:56.779 |
| 5   | 22 | Zane Maloney           | Lola-Yamaha-ABT    | 1:56.818 |
| 6   | 11 | Lucas di Grassi        | Lola-Yamaha-ABT    | 1:56.827 |
| 7   | 55 | Jake Hughes            | Maserati           | 1:57.181 |
| 8   | 17 | Norman Nato            | Nissan             | 1:57.202 |
| 9   | 9  | Mitch Evans            | Jaguar             | 1:57.296 |
| 10  | 4  | Robin Frijns           | Envision-Jaguar    | 1:57.403 |
| 11  | 48 | Edoardo Mortara        | Mahindra           | 1:58.238 |

Groep B
| Pos | No | Coureur            | Team               | Tijd     |
| --- | -- | ------------------ | ------------------ | -------- |
| 1   | 16 | Sébastien Buemi    | Envision-Jaguar    | 1:52.480 |
| 2   | 25 | Jean-Éric Vergne   | DS                 | 1:53.163 |
| 3   | 2  | Stoffel Vandoorne  | Maserati           | 1:53.441 |
| 4   | 7  | Maximilian Günther | DS                 | 1:53.690 |
| 5   | 1  | Pascal Wehrlein    | Porsche            | 1:53.794 |
| 6   | 27 | Jake Dennis        | Andretti-Porsche   | 1:53.842 |
| 7   | 37 | Nick Cassidy       | Jaguar             | 1:53.899 |
| 8   | 5  | Taylor Barnard     | McLaren-Nissan     | 1:54.073 |
| 9   | 3  | David Beckmann     | Cupra Kiro-Porsche | 1:54.467 |
| 10  | 51 | Nico Müller        | Andretti-Porsche   | 1:54.751 |
| 11  | 8  | Sam Bird           | McLaren-Nissan     | 1:59.064 |

#### Knockoutfase
De combinatie letter/cijfer staat voor de groep waarin de betreffende coureur uitkwam en de positie die hij in deze groep behaalde.
|  | Kwartfinale            | Kwartfinale        |                  |           | Halve finale | Halve finale |  |  | Finale | Finale |
|  |                        |                    |                  |           |              |              |  |  |        |        |
|  |                        |                    |                  |           |              |              |  |  |        |        |
|  | A3-A2                  |                    |                  |           |              |              |  |  |        |        |
|  |                        |                    |                  |           |              |              |  |  |        |        |
|  | Oliver Rowland         | 1:48.032           |                  |           |              |              |  |  |        |        |
|  | Oliver Rowland         | 1:48.032           | K1-K2            |           |              |              |  |  |        |        |
|  | António Félix da Costa | 1:49.455           |                  |           |              |              |  |  |        |        |
|  | António Félix da Costa | 1:49.455           | Oliver Rowland   | 1:55.897  |              |              |  |  |        |        |
|  | A4-A1                  |                    | Oliver Rowland   | 1:55.897  |              |              |  |  |        |        |
|  |                        | Nyck de Vries      | 1:58.459         |           |              |              |  |  |        |        |
|  | Dan Ticktum            | Nyck de Vries      | 1:58.459         | Geen tijd |              |              |  |  |        |        |
|  | Dan Ticktum            |                    | H1-H2            | Geen tijd |              |              |  |  |        |        |
|  | Nyck de Vries          | 1:48.167           |                  |           |              |              |  |  |        |        |
|  | Nyck de Vries          | 1:48.167           | Oliver Rowland   |           |              |              |  |  |        |        |
|  | B3-B2                  |                    |                  |           |              |              |  |  |        |        |
|  |                        | Geen               |                  |           |              |              |  |  |        |        |
|  | Stoffel Vandoorne      | 1:49.238           |                  |           |              |              |  |  |        |        |
|  | Stoffel Vandoorne      | 1:49.238           | K3-K4            |           |              |              |  |  |        |        |
|  | Jean-Éric Vergne       | 1:48.481           |                  |           |              |              |  |  |        |        |
|  | Jean-Éric Vergne       | 1:48.481           | Jean-Éric Vergne | Geen tijd |              |              |  |  |        |        |
|  | B4-B1                  |                    | Jean-Éric Vergne | Geen tijd |              |              |  |  |        |        |
|  |                        | Maximilian Günther | Geen tijd        |           |              |              |  |  |        |        |
|  | Maximilian Günther     | Maximilian Günther | Geen tijd        | 1:48.689  |              |              |  |  |        |        |
|  | Maximilian Günther     |                    |                  | 1:48.689  |              |              |  |  |        |        |
|  | Sébastien Buemi        | Geen tijd          |                  |           |              |              |  |  |        |        |
|  | Sébastien Buemi        | Geen tijd          |                  |           |              |              |  |  |        |        |

#### Startopstelling
| Pos | No | Coureur                | Team               |
| --- | -- | ---------------------- | ------------------ |
| 1   | 23 | Oliver Rowland         | Nissan             |
| 2   | 21 | Nyck de Vries          | Mahindra           |
| 3   | 7  | Maximilian Günther     | DS                 |
| 4   | 25 | Jean-Éric Vergne       | DS                 |
| 5   | 2  | Stoffel Vandoorne      | Maserati           |
| 6   | 13 | António Félix da Costa | Porsche            |
| 7   | 33 | Dan Ticktum            | Cupra Kiro-Porsche |
| 8   | 16 | Sébastien Buemi        | Envision-Jaguar    |
| 9   | 22 | Zane Maloney           | Lola-Yamaha-ABT    |
| 10  | 1  | Pascal Wehrlein        | Porsche            |
| 11  | 11 | Lucas di Grassi        | Lola-Yamaha-ABT    |
| 12  | 27 | Jake Dennis            | Andretti-Porsche   |
| 13  | 55 | Jake Hughes            | Maserati           |
| 14  | 37 | Nick Cassidy           | Jaguar             |
| 15  | 17 | Norman Nato            | Nissan             |
| 16  | 5  | Taylor Barnard         | McLaren-Nissan     |
| 17  | 9  | Mitch Evans            | Jaguar             |
| 18  | 3  | David Beckmann         | Cupra Kiro-Porsche |
| 19  | 4  | Robin Frijns           | Envision-Jaguar    |
| 20  | 51 | Nico Müller            | Andretti-Porsche   |
| 21  | 48 | Edoardo Mortara        | Mahindra           |
| 22  | 8  | Sam Bird               | McLaren-Nissan     |

### Race
| Pos | No | Coureur                | Team               | Rondes | Tijd/Oorzaak uitval | Grid | Punten |
| --- | -- | ---------------------- | ------------------ | ------ | ------------------- | ---- | ------ |
| 1   | 16 | Sébastien Buemi        | Envision-Jaguar    | 30     | 56:18.398           | 8    | 25     |
| 2   | 23 | Oliver Rowland         | Nissan             | 30     | +4.169              | 1    | 21     |
| 3   | 37 | Nick Cassidy           | Jaguar             | 30     | +6.342              | 14   | 15     |
| 4   | 13 | António Félix da Costa | Porsche            | 30     | +6.561              | 6    | 13     |
| 5   | 21 | Nyck de Vries          | Mahindra           | 30     | +10.978             | 2    | 10     |
| 6   | 25 | Jean-Éric Vergne       | DS                 | 30     | +16.537             | 4    | 8      |
| 7   | 1  | Pascal Wehrlein        | Porsche            | 30     | +16.764             | 10   | 6      |
| 8   | 7  | Maximilian Günther     | DS                 | 30     | +17.545             | 3    | 4      |
| 9   | 27 | Jake Dennis            | Andretti-Porsche   | 30     | +17.882             | 12   | 2      |
| 10  | 2  | Stoffel Vandoorne      | Maserati           | 30     | +18.780             | 5    | 1      |
| 11  | 4  | Robin Frijns           | Envision-Jaguar    | 30     | +20.337             | 19   |        |
| 12  | 48 | Edoardo Mortara        | Mahindra           | 30     | +21.811             | 21   |        |
| 13  | 17 | Norman Nato            | Nissan             | 30     | +23.592             | 15   |        |
| 14  | 22 | Zane Maloney           | Lola-Yamaha-ABT    | 30     | +26.190             | 9    |        |
| 15  | 33 | Dan Ticktum            | Cupra Kiro-Porsche | 30     | +37.787             | 7    |        |
| 16  | 5  | Taylor Barnard         | McLaren-Nissan     | 30     | +49.001             | 16   |        |
| 17  | 55 | Jake Hughes            | Maserati           | 30     | +50.783             | 13   |        |
| 18  | 9  | Mitch Evans            | Jaguar             | 30     | +1:13.103           | 17   |        |
| 19  | 3  | David Beckmann         | Cupra Kiro-Porsche | 30     | +1:23.354           | 18   |        |
| 20  | 8  | Sam Bird               | McLaren-Nissan     | 30     | +1:39.021           | 22   |        |
| DNF | 51 | Nico Müller            | Andretti-Porsche   | 12     | Ongeluk             | 20   |        |
| DNF | 11 | Lucas di Grassi        | Lola-Yamaha-ABT    | 6      | Ongeluk             | 11   |        |

## Tussenstanden wereldkampioenschap

### Coureurs
| Positie | No. | Rijder                 | Team             | Punten |
| ------- | --- | ---------------------- | ---------------- | ------ |
| 01      | 23  | Oliver Rowland         | Nissan           | 115    |
| 02      | 13  | António Félix da Costa | Porsche          | 67     |
| 03      | 1   | Pascal Wehrlein        | Porsche          | 66     |
| 04      | 5   | Taylor Barnard         | McLaren-Nissan   | 54     |
| 05      | 21  | Nyck de Vries          | Mahindra         | 52     |
| 06      | 27  | Jake Dennis            | Andretti-Porsche | 44     |
| 07      | 7   | Maximilian Günther     | Mahindra         | 42     |
| 08      | 48  | Edoardo Mortara        | Mahindra         | 39     |
| 09      | 25  | Jean-Éric Vergne       | DS               | 34     |
| 10      | 16  | Sébastien Buemi        | Envision-Jaguar  | 31     |

### Teams
| Positie | Team             | Punten |
| ------- | ---------------- | ------ |
| 01      | Porsche          | 133    |
| 02      | Nissan           | 126    |
| 03      | Mahindra         | 91     |
| 04      | DS               | 76     |
| 05      | McLaren-Nissan   | 70     |
| 06      | Andretti-Porsche | 68     |
| 07      | Jaguar           | 50     |
| 08      | Maserati         | 46     |
| 09      | Envision-Jaguar  | 39     |
| 10      | Lola-Yamaha-ABT  | 18     |

### Constructeurs
| Pos. | Constructeur | Punten |
| ---- | ------------ | ------ |
| 01   | Nissan       | 192    |
| 02   | Porsche      | 163    |
| 03   | Jaguar       | 115    |
| 04   | Mahindra     | 110    |
| 05   | Stellantis   | 107    |
| 06   | Lola-Yamaha  | 20     |